# Javiera Toro Cáceres

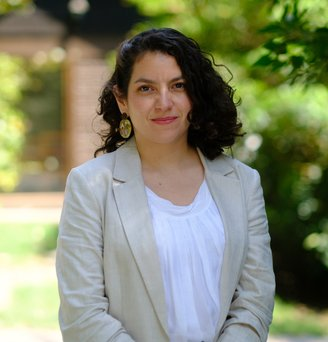
Javiera Toro Cáceres (2022)

Javiera Alejandra Toro Cáceres (* 10. Oktober 1987 in Santiago de Chile) ist eine chilenische Politikerin (COM). Sie ist seit 2023 Ministerin für soziale Entwicklung und Familie im Kabinett Boric.

## Leben und Wirken
Toro Cáceres ist väterlicherseits die Enkelin der Filmwissenschaftlerin Alicia Vega. Nach ihrem Schulabschluss 2005 studierte sie Rechtswissenschaften an der Universidad de Chile. In dieser Zeit begann sie, sich politisch zu engagieren und beteiligte sich an den Studentenprotesten in Chile 2011. Sie hate verschiedene Ämter in der studentischen Selbstverwaltung und der Studentenbewegung inne, war unter anderem Generalsekretärin des Jurastudentenzentrums und Vizepräsidentin des Projektausschusses für institutionelle Entwicklung der juristischen Fakultät. Über ihr Engagement in der Studentenbewegung war sie eine der Mitbegründerinnen des Kollektivs Estudiantes Autónomos (Autonome Studenten), aus dem später die Izquierda Autónoma (Autonome Linke) hervorging. Hier lernte sie auch Gabriel Boric, der Mitglied der Autonomen Linken war, kennen, den sie 2011 bei seiner Wahl zum Präsidenten der Vereinigten Studierendenschaft der Universidad de Chile unterstützte. 2015 schloss Toro Cáceres ihr Studium ab und absolvierte ein postgraduales Studium mit Spezialisierung im öffentlichen Recht. Anschließend arbeitete sie als Rechtsanwältin in einer Rechtsanwaltskanzlei in Santiago de Chile und forschte zugleich an der von ihr mitbegründeten Nodo XXI Foundation zu Sozial- und Bildungsrechten.
2017 war sie Inhaltskoordinatorin für den Präsidentschaftswahlkampf von Beatriz Sánchez. Im Januar 2019 war Toro Cáceres Mitbegründerin und erste Vorsitzende der dem linken Parteienspektrum zuzurechnenden Partei Comunes. In dieser Funktion gehörte sie nach den Protesten in Chile 2019 zu den Unterzeichnern des Friedensabkommens vom 15. November 2019, das den Weg für das Beitrittsplebiszit 2020 ebnete, mit dem eine neue Verfassung erarbeitet werden sollte. 2021 kandidierte sie für einen Sitz für den Verfassungskonvent, unterlag jedoch. Bei der Präsidentschafts- und Parlamentswahl in Chile 2021 war sie programmatisch Verantwortliche für den Wahlkampf von Gabriel Boric. Nach dessen Wahlsieg wurde Toro Cáceres am 11. März 2022 zur Ministerin für öffentliche Güter ernannt.  Im Rahmen einer Kabinettsumbildung wechselte sie im August 2023 in das Ressort für soziale Entwicklung und Familie. Nach den verheerenden Waldbränden in Región de Valparaíso im Frühjahr 2024 wurde Toro Cáceres im Februar 2024 zur Verantwortlichen für den Wiederaufbau ernannt.